# Дональд из Огилви
Дональд из Огилви (VIII) — святой Католической церкви, память 15 июля.
Всё, о чём сообщают письменные источники о данном святом, состоит в том, что он жил в Огилви, что в Форфаршире, и что жена родила ему девять дочерей. По его кончине они образовали сестричество, в основу которого были положены правила их семейной жизни. Св. Дональд, имя которого столь популярно в Шотландии, увековечен в многочисленных топонимах, таких как источник, холмы и т. д., известных ныне как «Девять дев» (Nine Maidens) в память о его дочерях. Они, как сообщается, впоследствии поступили в монастырь, основанный свв. Дарлугдахой и Бригитой в Абернети, и их поминают 18 июля. Популярность этого имени в Шотландии относят не только к почитанию святого, но и большой распространённостью потомков внука Сомерледа, короля Островов, основателя клана Макдональд.

## Источник
- La fleur des saints — Omer Englebert — 1980 — Albin Michel — Imprimatur du 26-12-1979 — ISBN 2-226-00906-X